# تیراندازی ۲۰۱۷ بیسبال کنگره‌ای
تیراندازی ۲۰۱۷ بیسبال کنگره‌ای تیراندازی در ویرجینیا به نماینده جمهوری‌خواه مجلس نمایندگان است که روز چهارشنبه ۱۴ ژوئن ۲۰۱۷ به وقوع پیوست. استیو اسکالیس، یک نماینده برجسته حزب جمهوری‌خواه آمریکا در مجلس نمایندگان و دستیارانش در جریان تمرین بیسبال در ایالت ویرجینیا هدف این تیراندازی قرار گرفته‌اند.
سوزان بروکس، نماینده دیگر مجلس نمایندگان گفت که دست کم پنج نفر در این واقعه مجروح شده‌اند. فرد مهاجم هاجکینسون نام داشت و با تیراندازی متقابل دو پلیس محافظ اسکالیس به قتل رسید.

## تلفات
استیو اسکالیس ۵۱ ساله قائم مقام رهبر اکثریت جمهوریخواه مجلس نمایندگان در این تیراندازی مجروح شد و سریع به بیمارستان منتقل گردید. مقام‌های محلی تأیید کرده‌اند که سکالیس از ناحیه ران مورد اصابت گلوله قرار گرفت و یکی از مشاوران کنگره نیز از ناحیه سینه هدف قرار گرفته‌است. سی ان ان گفت: دو افسر پلیس کنگره نیز مورد اصابت قرار گرفتند.
پزشکان اعلام کردند که وضعیت اسکالیس هنوز بحرانی است.

## هویت ضارب
برخی رسانه‌های آمریکا هویت مظنون را «جیمز تی. هاجکینسون» و اهل ایالت ایلینوی معرفی کرده‌اند. گفته می‌شود وی در حوزه بازرسی فنی ساختمان‌های مسکونی فعالیت داشته‌است.
دونالد ترامپ رئیس‌جمهوری ایالات متحده اندکی بعد از حادثه در یک نطق تلویزیونی به همین مناسبت، اعلام کرد که مظنون به دلیل شدت جراحات وارده کشته شده‌است.
هاجکینسون ۶۶ ساله تا پایان سال ۲۰۱۶ میلادی در شرکت جی تی اچ (JTH) در حوزه بازرسی فنی ساختمان‌های مسکونی شاغل بود. وی در دو حساب مجزا در فیسبوک، مطالبی بر ضد پرزیدنت ترامپ و همچنین هیلاری کلینتون رقیب او در انتخابات گذشته پست کرده، اما در کارزارهای انتخاباتی درونی دموکرات‌ها در سال ۲۰۱۶ از برنی سندرز حمایت کرده‌است.
او در مطالب متعددی که در فیسبوک ارسال کرده بود دونالد ترامپ را خائن خوانده بود. دیلی بیست گزارش کرده که هاجکینسون در گروه فیسبوکی «به حزب جمهوریخواه پایان دهید» عضو بوده‌است.
شاهدان عینی گفته‌اند فرد ضارب پیش از شلیک از اطرافیان پرسیده بود که آیا جمهوریخواهان یا دموکراتها در این مکان تمرین می‌کنند. انگیزه مهاجم هنوز مشخص نیست و تحقیقات پلیس در این زمینه همچنان ادامه دارد.
گفته می‌شود که این حمله‌ای عامدانه بود و مهاجم قصد داشت هر تعداد را که می‌تواند به قتل برساند.

## اقدامات امنیتی
خیابان‌های منتهی به زمین بیسبال محل تیراندازی توسط پلیس بسته شده‌اند و تحقیق دربارهٔ انگیزه‌های این تیراندازی ادامه دارد.

## جزئیات واقعه
خبرگزاری رویترز در جزئیات این حادثه اعلام کرد، این رخداد در حالی روی داد که برخی از اعضای جمهوریخواه برای بازی خیریه که قرار است روز پنجشنبه برگزار شود، در حال تمرین بودند. تیراندازی در شهر الکساندریا ایالت ویرجینا در چند کیلومتری شهر واشینگتن روی داد. این تیراندازی ساعت ۷:۱۵ دقیقه صبح روی داد و تا حدود ۱۰ دقیقه ادامه داشت. پلیس می‌گوید مهاجم بیش از ۵۰ گلوله شلیک کرده‌است.
یکی از شاهدین می‌گوید که ۲۰ تا ۲۵ نماینده جمهوریخواه در زمان تیراندازی حضور داشتند. پلیس تأیید کرد که مهاجم هدف گلوله قرار گرفته‌است.

## واکنش‌ها
- کاخ سفید اعلام کرد پرزیدنت دونالد ترامپ در جریان این تیراندازی و جراحت آقای اسکالیس قرار گرفته‌است. ترامپ در توئیتی نوشت، «استیو اسکالیس از لوئیزیانا یک رفیق و میهن‌پرست واقعی است. او به سختی مجروح شد اما بهبود خواهد یافت. فکر و دعای ما همراه اعضای کنگره است.»[۳] همچنین ترامپ و همسرش به مرکز درمانی واشینگتن برای عیادت اسکالیس رفتند.[۴]
- برنی سندرز کاندیدای ریاست جمهوری ۲۰۱۶ آمریکا از اقدام فرد ضارب اظهار انزجار شدید کرد.[۲]

## استیو اسکالیس
استیو اسکالیس ۵۱ ساله یک جمهوریخواه است که از سال ۲۰۰۸ از منطقه یک ایالات لوئیزیانا به مجلس نمایندگان راه یافت. وی در حال حاضر قائم مقام رهبر اکثریت جمهوریخواه مجلس نمایندگان است. پیش از این، او ۱۲ سال در مجلس ایالتی عضو بود.
استیو اسکالیس متولد ۱۹۶۵ در نیواورلئان است و در دانشگاه ایالتی لوئیزیانا در رشته علوم سیاسی تحصیل کرده‌است. اسکالیس در انتخابات ریاست جمهوری سال گذشته، حامی دونالد ترامپ بود.